# Johann Georg Frey

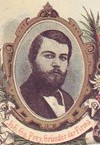
Johann Georg Frey auf dem Titelblatt des ersten Lodenfrey-Verkaufskatalogs (1880)

Johann Georg Frey (* 1821; † 1888) war ein deutscher Weber und Unternehmer. Er ließ das Münchner Germaniabad erstellen und war Gründer der Firma Lodenfrey.

## Leben
Frey stammte aus Klingenstein bei Ulm, sein Vater war Tuchmacher, Frey selbst lernte das Weberhandwerk. Im Alter von 21 Jahren, im Jahr 1842 zog er nach München, seine Mutter hatte ihm 250 Gulden (umgerechnet 3000 Euro(2024)) mit auf den Weg gegeben. Er mietete ein Haus in der Adalbertstraße und erwarb die Lizenz zum Weben, sowie zehn Webstühle und beschäftigte Mitarbeiter. Nach Angaben der Website der Firma Lodenfrey kostete die „Webergerechtsame“ bereits 250 Gulden.
Die feinen Stoffe gewannen in der Münchner Ober- und Mittelschicht an Gefallen, selbst König Maximilian II. soll sie getragen haben. Im Jahr 1853 errichtete er das erste Verkaufshaus am Marienplatz. Auf der Pariser Weltausstellung des Jahres 1855 soll er für seine Entwicklung eines wasserabweisenden Lodenstoffs den ersten Preis gewonnen haben.
Im Jahr 1876 ließ Frey das Germaniabad im Schwabinger Stadtteil Biderstein erbauen.

## Trivia
Der bayerische Kurier des 8. Februars 1879 berichtete von einer Klage Freys gegen den Besitzer des Ungererbads, August Ungerer, wegen Beleidigung, in deren Folge Ungerer am 2. Januar 1879 zu einer Geldstrafe von 50 Mark oder alternativ 5 Tagen Gefängnis verurteilt worden war.